# Polyalthia corticosa
Polyalthia corticosa är en kirimojaväxtart som först beskrevs av Jean Baptiste Louis Pierre, och fick sitt nu gällande namn av Achille Eugène Finet och François Gagnepain. Polyalthia corticosa ingår i släktet Polyalthia och familjen kirimojaväxter. Inga underarter finns listade i Catalogue of Life.